# Craspedolepta araneosa
Craspedolepta araneosa är en insektsart som beskrevs av Loginova 1962. Craspedolepta araneosa ingår i släktet Craspedolepta och familjen rundbladloppor. Inga underarter finns listade i Catalogue of Life.